# 任罕
任罕（?—?），字子伦，西晋乐安郡博昌县（今山东省博兴县）人。任恺之子。
任罕幼年时就有美德，才望不及任恺，以淑行见称，时称清平佳士。历任黄门侍郎、散骑常侍、兖州刺史、大鸿胪。袭封昌国县侯。